# Gulfstream III
Dimensions

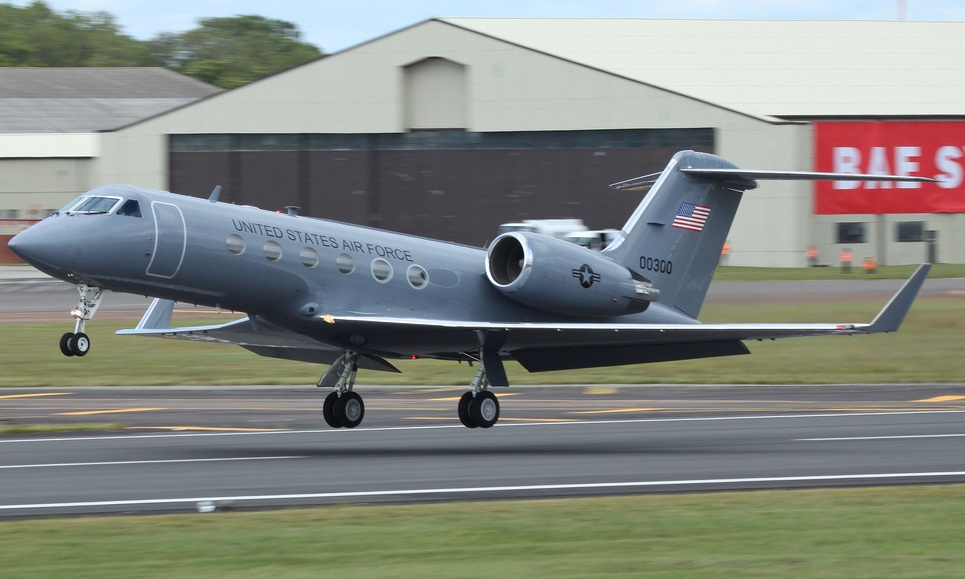
Gulfstream C-20H de l'US Air Force.

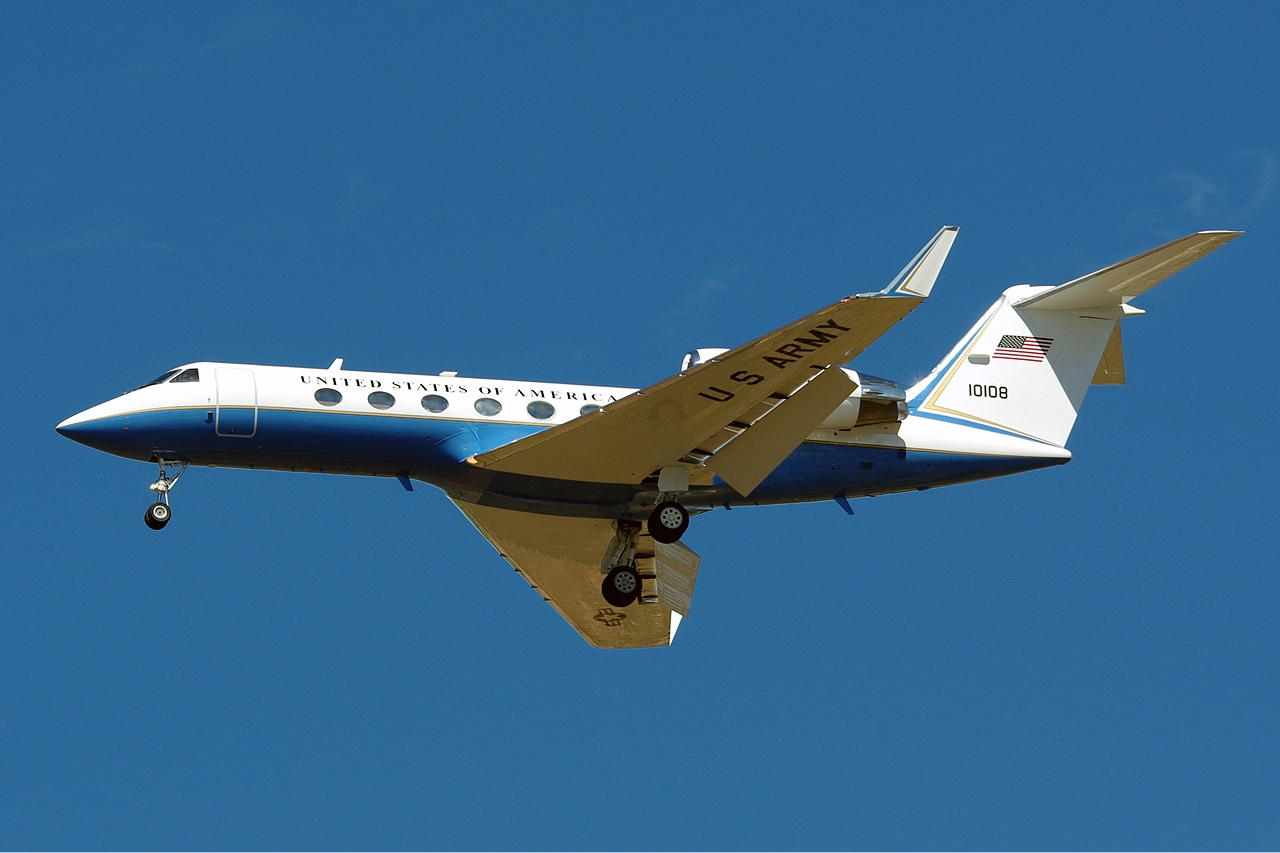
Gulfstream C-20F de l'US Army.

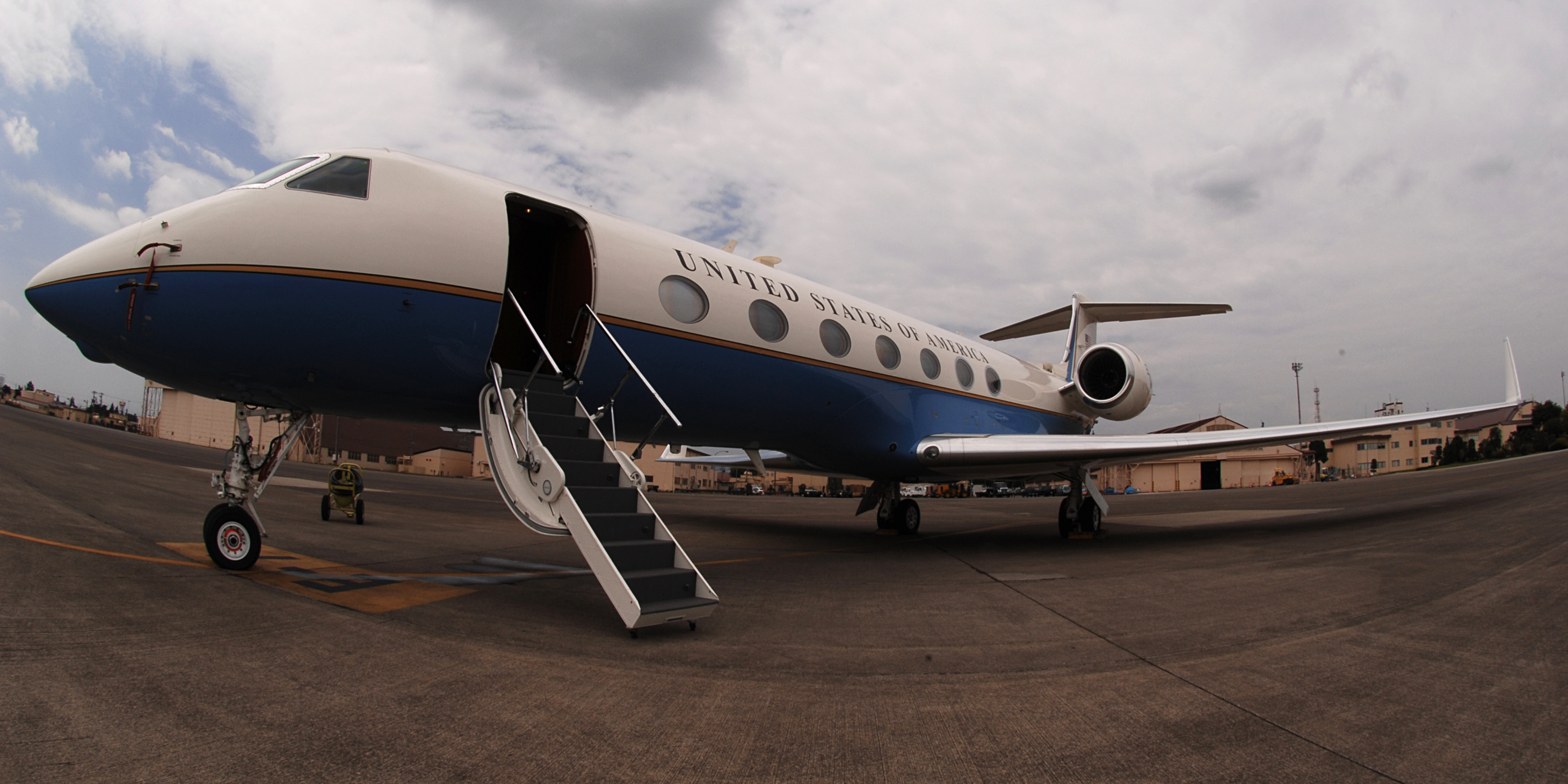
Gulfstream C-37B de l'US Air Force.

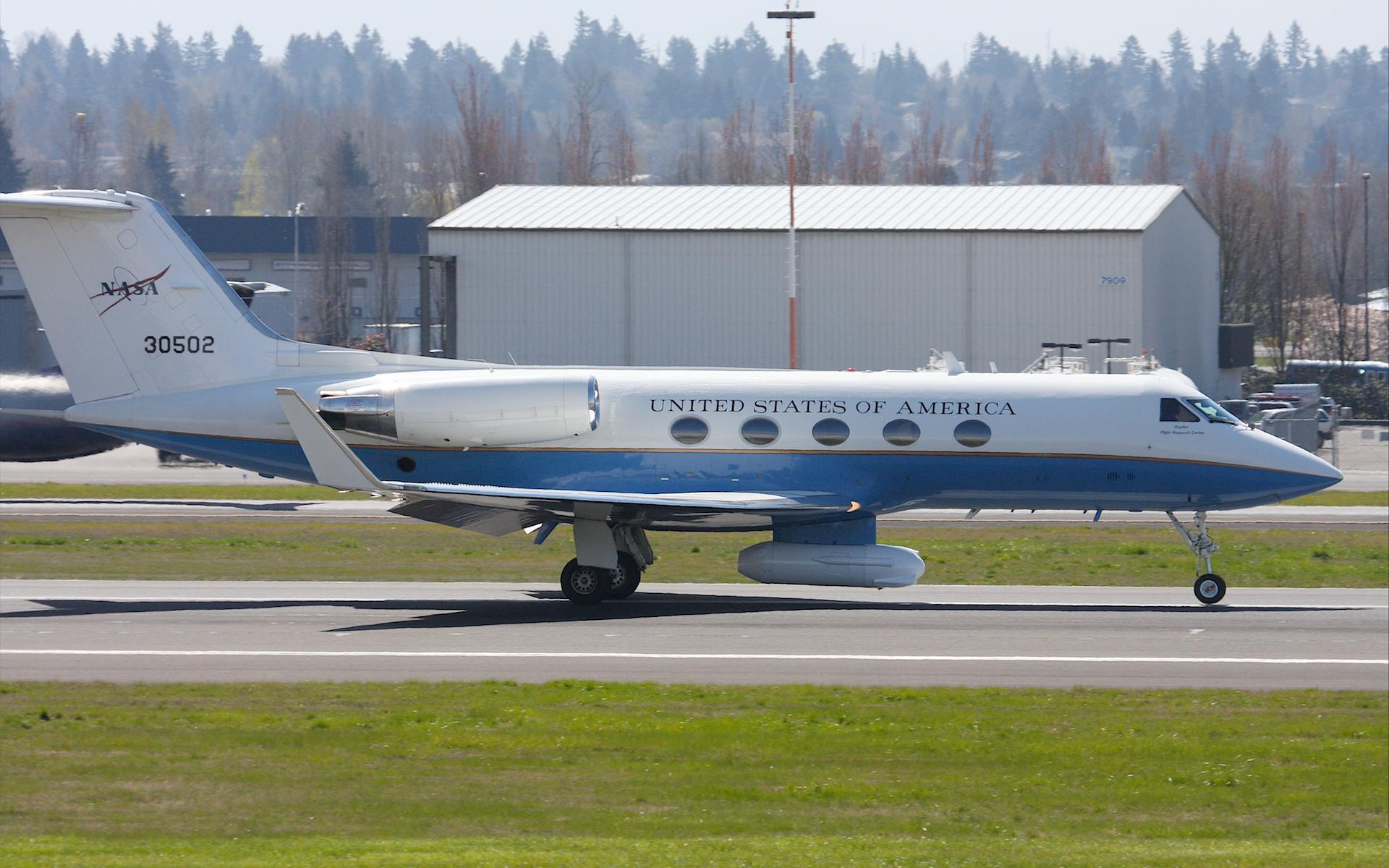
Gulfstream C-20A de la NASA.

Le Gulfstream III (ou G-III) est un avion d'affaires conçu par la compagnie Gulfstream Aerospace.
Il est utilisé par l'armée américaine sous le nom de C-20.

## G-III
Le Gulfstream III est une évolution du Gulfstream II. Il possède une plus grande envergure (23,72 m contre 20,98 m), des winglets, de plus grands réservoirs et une plus grande autonomie. Le fuselage a également été allongé de 97 cm. Le G-III conserve les moteurs Rolls Royce Spey du G-II.
Le G-III a volé pour la première fois le 2 décembre 1979. La production a commencé en 1980 et s'est terminée en 1986 en faveur du Gulfstream IV. 206 G-III ont été produits.

## C-20
Les C-20 sont une famille d'avions de transport militaires américains en service sous différentes appellations au sein des cinq grandes forces armées des États-Unis (US Army, US Air Force, US Navy, US Marine Corps, et US Coast Guard) pour des missions de transport prioritaire.

### Origines
En 1983 le Pentagone annonça son intention d'acquérir un nouveau type d'avion de transport prioritaire, c'est-à-dire destiné à assurer des missions au profit des hautes autorités militaires et civiles. À cette époque l'avion utilisé était en voie d'obsolescence, il s'agissait du Lockheed C-140 Jetstar. Quelques North American CT-39 Sabreliner étaient également utilisés pour pallier le fort taux d'attrition des Jetstar.
Le choix du Gulfstream III eut lieu après que l'US Air Force ait évalué le C-11 utilisé par l'US Coast Guard. Cet avion possédait toutes les qualités attendues par les militaires américains, et principalement le fait d'être construit aux États-Unis. Sa sélection fut effective en juillet 1983. Les premiers appareils entrant en service l'année suivante.

### Développement
Si extérieurement les C-20 ressemblent fortement aux Gulfstream III puis IV et IV-SP dont ils sont issus, il faut savoir que leurs livrées militaires et leurs cocardes sont les seuls signes distinctifs. À l'exclusion bien sûr des antennes propres aux systèmes de communications militaires embarqués, tels ceux à très basses fréquences.
L'aménagement intérieur permet l'accueil, suivant les versions et les missions dédiées, de huit à vingt-six passagers.

### En service
Outre le C-20C qui fut acquis pour un rôle de poste de commandement aéroporté, toutes les versions du C-20 ont servi, ou servaient encore en 2012 dans des missions de transport de VIP. Si dans l'US Air Force ces avions ont remplacé les machines citées ci-dessus, il en est autrement dans les autres composantes.
Dans l'US Navy ceux-ci ont pris en partie le rôle des Mc Donnell Douglas C-9B Skytrain II utilisés comme transport prioritaire. Il en est de même dans l'US Marine Corps. Dans ces deux armes la flotte de C-20 est épaulée par celle des Cessna UC-35 biréacteurs.
Dans l'US Coast Guard la mission de l'unique C-20 fut de remplacer définitivement le C-11A et de permettre au VC-4A d'être redéployé sur la mission de liaisons rapides et d'évacuation sanitaire.
Dans l'US Army l'avion a remplacé les derniers Beech VU-21 et CT-39D Sabreliner.
La NASA utilise également un C-20A comme plateforme de tests aériens.
Il existe un Gulfstream III très particulier : le Dragon Star. Immatriculé N30LX cet avion vole au profit des Skunk Works, le célèbre bureau d'étude de l'avionneur Lockheed Martin. Il y remplit le rôle de banc d'essais volant pour divers tests.
Le C-37A est une version plus puissante destinée à des vols long courrier. Ceux de l'US Air Force sont équipés pour servir comme avion de soutien présidentiel.
La série des C-20 est la seule famille d'avions militaires américains à servir dans les cinq armes, seul un autre aéronef a réussi à ainsi s'imposer, le Sikorsky S-70.

## Versions

### Civil
- G-1159A ou G-III

### Militaire
- C-20A : Version de série d'origine du Gulfstream III et construite à trois exemplaires.
- C-20B : Version de série principale du Gulfstream III et construite à huit exemplaires.
- C-20C : Version de série du Gulfstream III affectée aux missions de poste de commandement aéroporté et construite à trois exemplaires.
- C-20D : Version dérivée du C-20B destinée à l'US Navy construite à trois exemplaires.
- C-20E : Version dérivée du C-20A destinée à l'US Army construite à deux exemplaires.
- C-20F : Version de série d'origine du Gulfstream IV construite à six exemplaires.
- C-20G : Version dérivée du C-20F et destinée à l'US Navy et l'US Marine Corps, et construite à quatre exemplaires.
- C-20H : Version de série d'origine du Gulfstream IV-SP et construite à deux exemplaires.
- C-20J : Désignation portée à partir de 1989 par l'unique VC-11A de l'US Army.
- C-37A : Version de série d'origine du Gulfstream V[6] et construite à quatre exemplaires.
- C-37B : Version de série d'origine du Gulfstream V-SP construite à trois exemplaires.

## Utilisateurs
- États-Unis
  - US Air Force → C-20A, C-20B, C-20C, C-20H, C-37A, C-37B. En novembre 2015, 5 C-20B et 2 C-20H en service[7].
  - US Army → C-20E, C-20F, C-20J, C-37A.
  - US Coast Guard → C-20B, C-37A.
  - US Marine Corps Aviation → C-20G.
  - US Navy → C-20D, C-20G, C-37B.
  - NASA → C-20A.